# Athletic Club de Sinfra
Maillots
Le Athletic Club de Sinfra  est un club de football ivoirien basé à Sinfra.
Il joue actuellement en Championnat National de 3e division après avoir passé la saison 2007 en MTN Ligue 2.

## Palmarès
- D3
  - Troisième : 2013-14